# 유성어
유성어(流星語: The Kid)는 홍콩에서 제작된 장지량 감독의 1999년 영화이다. 장국영 등이 주연으로 출연하였다.

## 출연

### 주연
- 장국영
- 적룡
- 기기

### 조연
- 오가려
- 이혜민
- 백가청
- 임가동
- 장동조